# Pelota basca nos Jogos Pan-Americanos de 2019
As competições de pelota basca nos Jogos Pan-Americanos de 2019 foram realizada na Villa María del Triunfo Sports Center em Lima, no Peru, entre 4 e 10 de agosto. Foram disputados dez eventos, sendo seis para homens e quatro para mulheres. 
É um dos oito esportes do Pan que não fazem parte do programa dos Jogos Olímpicos.

## Calendário
| Julho / Agosto | 24 | 25 | 26 | 27 | 28 | 29 | 30 | 31 | 1 | 2 | 3 | 4 | 5 | 6 | 7 | 8 | 9 | 10 | 11 |
| -------------- | -- | -- | -- | -- | -- | -- | -- | -- | - | - | - | - | - | - | - | - | - | -- | -- |
| Pelota basca   |    |    |    |    |    |    |    |    |   |   |   |   |   |   |   |   |   | 10 |    |

|  | Dia de competição |  | Dia de final |

## Nações participantes
Doze países participaram do evento. 
| - ARG Argentina (13) - BOL Bolívia (1) - BRA Brasil (1) - CHI Chile (11) - CUB Cuba (10) - ESA El Salvador (1) | - GUA Guatemala (1) - MEX México (14) - PER Peru (14) - URU Uruguai (6) - USA Estados Unidos (5) - VEN Venezuela (3) |

## Medalhistas
Masculino
| Evento                            | Ouro                                                 | Prata                                              | Bronze                                       |
| --------------------------------- | ---------------------------------------------------- | -------------------------------------------------- | -------------------------------------------- |
| Pelota de goma frontón detalhes   | Arturo Rodríguez MEX México                          | Facundo Andreasen ARG Argentina                    | Alejandro González ARG Argentina             |
| Pelota de goma trinquete detalhes | Sebastián Andreasen Santiago Andreasen ARG Argentina | Daniel García Isaac Pérez MEX México               | Manuel Domínguez Esteban Romero CHI Chile    |
| Pelota de couro frontón detalhes  | Pablo Fusto Alfredo Villegas ARG Argentina           | Armando Chappi Frendy Fernández CUB Cuba           | Rodrigo Ledesma Miguel Urrutia MEX México    |
| Mão individual frontón detalhes   | David Álvarez MEX México                             | Guiller Dariel Leiva CUB Cuba                      | Filipe Otheguy BRA Brasil                    |
| Frontênis detalhes                | Josué López Luis Molina MEX México                   | Omar Espinoza Salvador Espinoza USA Estados Unidos | Jorge Alberdi Guillermo Osorio ARG Argentina |
| Frontón peruano detalhes          | Cristopher Martínez PER Peru                         | Guillermo Osorio ARG Argentina                     | Isaac Pérez MEX México                       |

Feminino
| Evento                            | Ouro                                         | Prata                                     | Bronze                                     |
| --------------------------------- | -------------------------------------------- | ----------------------------------------- | ------------------------------------------ |
| Pelota de goma frontón detalhes   | Dulce Figueroa Laura Puentes MEX México      | Yasmary Medina Daniela Darriba CUB Cuba   | Sabrina Andrade Melina Spahn ARG Argentina |
| Pelota de goma trinquete detalhes | Cynthia Pinto María García ARG Argentina     | María Miranda Camila Naviliat URU Uruguai | Paulina Castillo Rosa Flores MEX México    |
| Frontênis detalhes                | Guadalupe Hernández Ariana Cepeda MEX México | Yasmary Medina Leyanis Castillo CUB Cuba  | Nathaly Paredes Mia Rodríguez PER Peru     |
| Frontón peruano detalhes          | Claudia Suárez PER Peru                      | Wendy Durán CUB Cuba                      | Melina Spahn ARG Argentina                 |

## Quadro de medalhas
| Ordem | País               | Medalha de ouro | Medalha de prata | Medalha de bronze |    |
| ----- | ------------------ | --------------- | ---------------- | ----------------- | -- |
| 1     | MEX México         | 5               | 1                | 3                 | 9  |
| 2     | ARG Argentina      | 3               | 2                | 3                 | 8  |
| 3     | PER Peru           | 2               |                  | 1                 | 3  |
| 4     | CUB Cuba           |                 | 5                | 1                 | 6  |
| 5     | USA Estados Unidos |                 | 1                |                   | 1  |
|       | URU Uruguai        |                 | 1                |                   | 1  |
| 7     | BRA Brasil         |                 |                  | 1                 | 1  |
|       | CHI Chile          |                 |                  | 1                 | 1  |
| TOTAL | TOTAL              | 10              | 10               | 10                | 30 |